# پری‌الیکایی دوست‌داشتنی
پری‌الیکایی دوست‌داشتنی (نام علمی: Malurus amabilis) نام یک گونه از سرده پری‌گنجشک است.